# 117 г. пр.н.е.
117 (сто и седемнадесета) година преди новата ера (пр.н.е.) е година от доюлианския (Помпилийски) римски календар.

## Събития

### В Римската република
- Консули са Луций Цецилий Метел Диадемат и Квинт Муций Сцевола (авгур).
- Военни кампании в Далмация и Лигурия.[1]
- Триумф на Луций Цецилий Метел Далматик за победа над далматите.[2]
- 3 декември – триумф на Квинт Марций Рекс за победа над лигурите.[2]

### В Нумидия
- Хиемпсал I е убит от Югурта.

## Родени
- Птолемей XII, египетски фараон от династията на Птолемеите (умрял 51 г. пр.н.е.)

## Починали
- Хиемпсал I, цар на Нумидия

Бележки: